# Kathputli

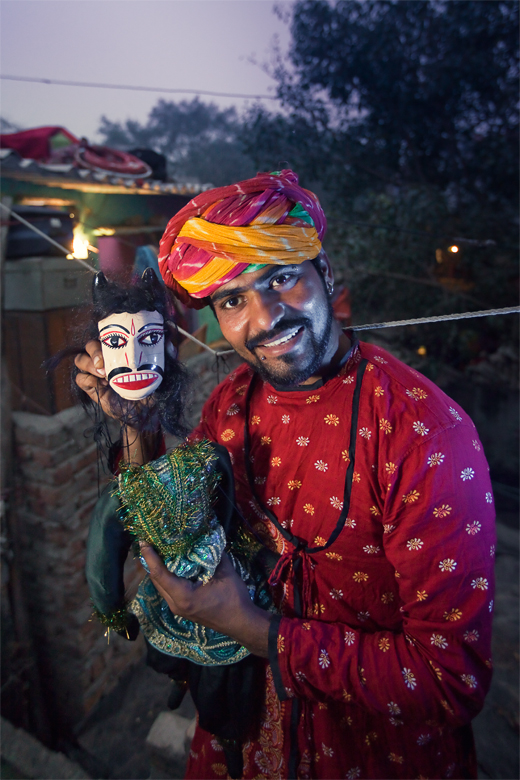
Lalkarz

Kathputli (कठपुतली, trl. kātׅhputlī) – teatr lalkowy w Indiach. Wywodzi się z Radźasthanu.

## Etymologia
Słowo kathputli w języku hindi oznacza drewnianą lalkę: kath (hindi काठ, trl. kātׅh) znaczy drewno, a putli (पुतली, trl. putlī) – lalka.

## Historia
Tradycja teatru lalkowego kathputli wywodzi się z Radźasthanu. Datowana jest na XVI i XVII wiek. Niektóre źródła wskazują jednak, że początki kathputli sięgają ponad 1000 lat wstecz. Jak głosi legenda jeden z cesarzy mogolskich (w przekazach występują Shah Jahan, Aurangzeb i Akbar) został poproszony, by rozstrzygnąć, kto może uprawiać sztukę lalkarską, jako że rościli sobie do niej prawo nie tylko lokalni lalkarze z Radźasthanu, ale także muzułmańscy artyści. Cesarz powiedział, że należy wrzucić wszystkie lalki do studni i zobaczyć, które przetrwają. Wygrali lalkarze z Radźasthanu, gdyż ich lalki wykonane były z drewna, a lalki pozostałych lalkarzy z papier-mâché.

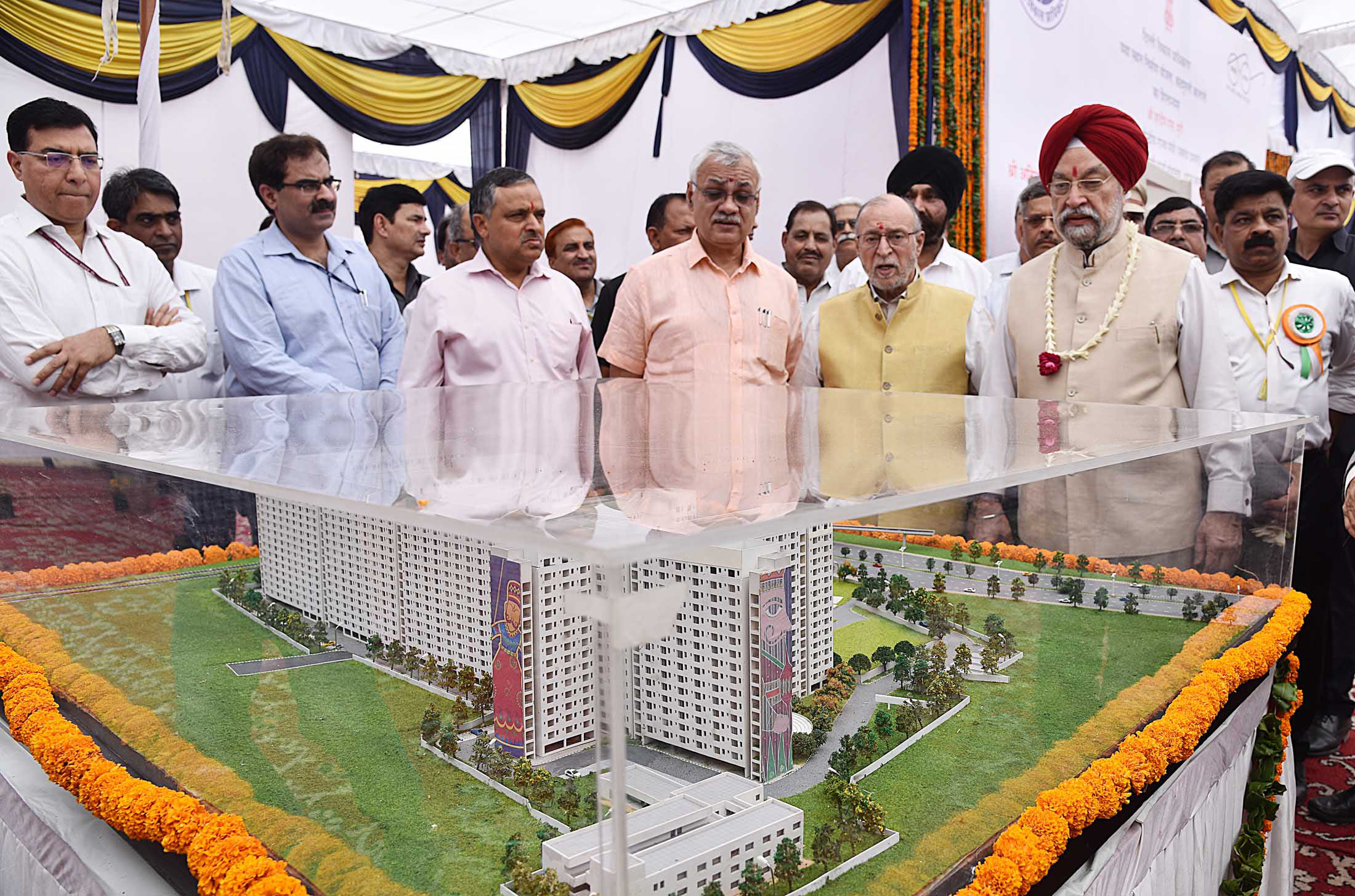
Makieta zrewitalizowanej kolonii lalkarzy w Delhi

## Marionetki
Marionetki kathputli poruszane są za pomocą sznurków przyczepionych do poszczególnych części marionetki: głowy, tułowia i ramion. Wykonane są z drewna i tkanin. W pierwszej kolejności z kawałka drewna rzeźbi się głowę z szyją. Następnie pokrywa się ją warstwą cielistej farby, po wyschnięciu maluje się oczy, usta, a także elementy biżuterii (np. kolczyki) i tilakę na czole. Następnie z kawałków mocno pozszywanych materiałów formułuje się tułów wraz z ramionami. Jeśli głowa marionetki ma być ruchoma, tułów przyczepia się do krótkiej szyi za pomocą gwoździ i kawałków materiału. Jeśli głowa nie ma się ruszać, tułów wiązany jest wokół długiej szyi. Na koniec przyszywa się bogato zdobiony strój, często powstały na bazie sari.

## Widowiska
Przedstawienia kathputli organizuje się na świeżym powietrzu z okazji festiwali religijnych, uroczystości i świąt. Są także atrakcją turystyczną i narzędziem edukacji dzieci i dorosłych. Lalkarz animuje marionetkę za pomocą sznurków trzymanych palcami, jednocześnie wydając dźwięki za pomocą piszczałki zwanej boli (बोली, trl. bolī). Lalkarzom towarzyszą muzycy, grający na bębnach i harmonii, którzy intonują pieśń, komentującą akcję. Fabuła spektakli opiera się na tradycji ludowej, głównie Radźasthanu, lalkarze odwołują się m.in. do pieśni ludowych, mitologii hinduizmu i eposów Ramajany i Mahabharaty. Najważniejszą pozycją literacką jest sztuka Amar Singh Rathor (hindi अमर सिंह राठौड़, trl. Amar Siṁh Rāṭhauṛ).

## Kolonia lalkarzy w New Delhi
Kolonia kathputli istnieje od lat 70. XX wieku. Zlokalizowana jest w Nowym Delhi w okolicy Shadipur. Zamieszkują ją lalkarze, muzycy, tancerze, akrobaci i inni artyści. W 2008 roku powołano do życia projekt rewitalizacji kolonii, który ma na celu poprawienie warunków bytowych mieszkańców. Prace rozpoczęto od przesiedlenia rodzin do tymczasowych lokali mieszkalnych. Dotychczasowa kolonia została zniszczona, a w jej miejscu sukcesywnie budowane jest osiedle mieszkaniowe, a także centrum kultury. Pierwsze mieszkania zostały ukończone w roku 2022. Przebudowa kolonii nie została jeszcze ukończona.